# Wolmar Anton von Schlippenbach
Wolmar Anton von Schlippenbach (1658-1739) là Toàn quyền Estonia thuộc Thụy Điển giai đoạn 1704-1706.

## Tiểu sử
Sinh ra ở Livonia, Schlippenbach là trung úy trong quân đội Thụy Điển trong cuộc chiến Scania của Charles XI của Thụy Điển và sau này là thiếu tá của Pomerania Thụy Điển Pomerania và Phổ. Năm 1688 ông được thăng hàm trung tá trong trung đoàn của thống đốc Soop ở Riga, trong 1693, ông được chuyển đến trung đoàn của hoàng tử Charles tại Stockholm.
Khi Đại chiến Bắc Âu nổ ra sau khi hoàng tử lên ngôi vua Charles XII, Schlippenbach được thăng hàm đại tá. Khi Charles đã phá vỡ trại mùa đông tại Dorpat (ngày nay là Tartu) và tiến về Riga vào đầu năm 1701, Schlippenbach đã ở lại phía sau để bảo vệ biên giới Livonia. Ông thắng trận Rauge vào ngày 05 tháng 9 năm 1701 và sau đó đã được thăng thiếu tướng, nhưng sau đó đã bị đánh bại bởi một lực lượng Nga lớn theo Boris Sheremetev tại Erastfer ngày 30 tháng 12 cùng năm và ở Sagnitz và Hummelshof ngày 19 tháng 7 năm 1702. Năm 1703 ông đã phải chuyển một phần lực lực lượng tốt của mình để củng cố Lewenhaupt ở Kurland. Điều này khiến ông không thể ngăn chặn Narva và Dorpat rơi vào tay Nga năm 1704, cùng năm ông được đặt tên là Thống đốc Tổng Reval (ngày nay là Tallinn).
Khi Lewenhaupt đã hành quân vào Nga năm 1708, theo sau là đại tá Schlippenbach của trung đoàn dragoon của mình. Tại trận Poltava ông đã chỉ huy kỵ binh ở cánh phải và bị bắt. Ông ở lại trung thành với sự nghiệp Thụy Điển trong sáu năm, nhưng bắt đầu phục vụ nước Nga năm 1715, chết tại Moskva năm 1739.